# Allen Rae
Pour les articles homonymes, voir Rae.
Allen Rae (né le 26 décembre 1932 à Weyburn, Saskatchewan, Canada et mort le 20 août 2016 à Ottawa) est un ancien arbitre de basket-ball canadien. 

## Biographie
Il dirigea des rencontres lors des Jeux olympiques 1964, aux Jeux olympiques 1968, aux Jeux olympiques 1972 et aux Jeux olympiques 1976. Il a également arbitré la finale du championnat d'Europe 1975. 
Il fut ensuite le responsable technique de l'arbitrage lors des Jeux olympiques 1984, 1988, 1992, ainsi qu'au championnat du monde masculin 1990 et aux Jeux panaméricains de 1983. De 1984 à 1994, Rae a été vice-président de la commission technique de la FIBA. 
Il est président de la fondation du basket-ball et du musée Dr. James Naismith depuis 2003. En 2007, il est intronisé au FIBA Hall of Fame.